# Sport Vlaanderen-Baloise/2020
Deze pagina geeft een overzicht van de Sport Vlaanderen-Baloise-wielerploeg in 2020.

## Algemene gegevens
Sponsors: Sport Vlaanderen, Baloise
Teammanager: Christophe Sercu
Ploegleiders: Hans De Clercq, Andy Missoten, Luc Colyn, Walter Planckaert
Fietsmerk: Eddy Merckx
Kleding: Vermarc

## Renners
| Naam                  | Geboortedatum | Nationaliteit | Ploeg 2019            |
| --------------------- | ------------- | ------------- | --------------------- |
| Cédric Beullens       | 27-01-1997    | België        | EFC-L&R Vulsteke      |
| Amaury Capiot         | 25-06-1993    | België        |                       |
| Kenny De Ketele       | 05-06-1985    | België        |                       |
| Sander De Pestel      | 11-10-1998    | België        | Lotto-Soudal U23      |
| Lindsay De Vylder     | 30-05-1995    | België        |                       |
| Gilles De Wilde       | 12-10-1999    | België        | Home Solution-Soenens |
| Kevin Deltombe        | 27-02-1994    | België        |                       |
| Robbe Ghys            | 11-01-1997    | België        |                       |
| Milan Menten          | 31-10-1996    | België        |                       |
| Julian Mertens        | 06-10-1997    | België        | Lotto-Soudal U23      |
| Edward Planckaert     | 01-02-1995    | België        |                       |
| Emiel Planckaert      | 22-10-1996    | België        |                       |
| Thomas Sprengers      | 05-02-1990    | België        |                       |
| Fabio Van Den Bossche | 21-09-2000    | België        | EFC-L&R Vulsteke      |
| Aaron Van Poucke      | 04-04-1998    | België        |                       |
| Kenneth Van Rooy      | 08-10-1993    | België        |                       |
| Aaron Verwilst        | 02-05-1997    | België        |                       |
| Jordi Warlop          | 04-06-1996    | België        |                       |
| Sasha Weemaes         | 09-02-1998    | België        |                       |
| Thimo Willems         | 09-02-1996    | België        |                       |

### Vertrokken
| Naam               | Geboortedatum | Nationaliteit | Ploeg 2020           |
| ------------------ | ------------- | ------------- | -------------------- |
| Dries Van Gestel   | 30-09-1994    | België        | Total Direct Energie |
| Preben Van Hecke   | 09-07-1982    | België        | Gestopt              |
| Piet Allegaert     | 20-01-1995    | België        | Cofidis              |
| Christophe Noppe   | 29-11-1994    | België        | Arkéa-Samsic         |
| Benjamin Declercq  | 04-02-1994    | België        | Arkéa-Samsic         |
| Mathias Van Gompel | 24-09-1995    | België        | Gestopt              |
| Moreno De Pauw     | 12-08-1991    | België        | Gestopt              |

## Overwinningen
Heistse Pijl
Sasha Weemaes
Zesdaagse van Bremen
Kenny De Ketele (samen met Nils Politt)
1994 · 1995 · 1996 · 1997 · 1998 · 1999 · 2000 · 2001 · 2002 · 2003 · 2004 · 2005 · 2006 · 2007 · 2008 · 2009 · 2010 · 2011 · 2012 · 2013 · 2014 · 2015 · 2016 · 2017· 2018· 2019 · 2020 · 2021 · 2022 · 2023 · 2024 · 2025
Alpecin-Fenix · Androni Giocattoli-Sidermec · B&B Hotels-Vital Concept p/b KTM · Bardiani-CSF-Faizanè · Bingoal-Wallonie Bruxelles · Burgos-BH · Caja Rural-Seguros RGA · Circus-Wanty-Gobert · Euskaltel-Euskadi · Gazprom-RusVelo · NIPPO DELKO One Provence · Rally Cycling · Riwal Readynez Cycling Team · Sport Vlaanderen-Baloise · Team Arkéa Samsic · Team Novo Nordisk · Team Total Direct Energie · Uno-X Pro Cycling Team · Vini Zabù-KTM